# Glodianus delectus
Glodianus delectus là một loài tò vò trong họ Ichneumonidae.